# Скитыба, Борис Яковлевич
Борис Яковлевич Скитыба (1913—1976) — командир телеграфного взвода 11-го отдельного гвардейского батальона связи 3-го гвардейского механизированного корпуса 47-й армии Воронежского фронта, гвардии лейтенант. Герой Советского Союза.

## Биография
Родился 5 августа 1913 года в селе Крестителево ныне Чернобаевского района Черкасской области в крестьянской семье. Украинец. Член КПСС с 1944 года. В 1931 году окончил неполную среднюю школу, затем учительские курсы. Работал учителем в начальной школе своего села.
В 1935 году призван в ряды Красной Армии. В 1937 году демобилизовался. Работал в колхозе. Вторично призван в июле 1941 года. В боях Великой Отечественной войны с июля 1941 года.
В сентябре 1943 года командиру телеграфного взвода 11-го гвардейского отдельного батальона связи гвардии лейтенанту Б. Я. Скитыбе пришлось освобождать от фашистских оккупантов родное село Крестителево. Преодолевая яростное сопротивление гитлеровцев, бойцы вышли к Днепру.
В октябре 1943 года был получен приказ форсировать реку в районе села Селище Каневского района Черкасской области и захватить плацдарм на правом берегу. В числе первых переправился через Днепр Б. Я. Скитыба. Он должен был обеспечивать связь с подразделениями корпуса.
Нагрузив в рыбацкую лодку всё необходимое, четыре связиста под вражеским обстрелом поплыли к противоположному берегу. Посередине реки лодку пробило осколками снаряда, и она пошла ко дну. Бойцам пришлось вплавь добираться к берегу в ледяной воде. Несмотря на плотный огонь противника, связисты успешно выполнили задание. Связь была установлена. В ходе боёв за удержание плацдарма гвардии лейтенант Б. Я. Скитыба несколько раз переправлялся через Днепр, чтобы устранить повреждение кабеля. Переправившись на правый берег Днепра, связисты тянули линию на командные пункты подразделений. Гитлеровцы по 10-20 раз поднимались в контратаки. Связистам приходилось вести бой и одновременно налаживать линию связи. Фашисты бросили против них десять танков. Но связисты вызвали огонь артиллерии с левого берега. Артиллеристы сразу подбили шесть танков. Остальные повернули назад. Позже гитлеровцы бросили на наши позиции ещё одну группу танков. И снова связистов выручили артиллеристы, подбили четыре вражеские машины.
Указом Президиума Верховного Совета СССР от 25 октября 1943 года за образцовое выполнение боевых заданий командования и проявленные при этом мужество и героизм гвардии лейтенанту Борису Яковлевичу Скитыбе присвоено звание Героя Советского Союза с вручением ордена Ленина и медали «Золотая Звезда».
В 1945 году окончил курсы усовершенствования офицерского состава войск связи. С 1957 года капитан Б. Я. Скитыба — в запасе. Работал в Киевском техникуме культработников. Жил в Киеве. Скончался 23 сентября 1976 года. Похоронен в Киеве на Лесном кладбище.

## Награды
Награждён орденом Ленина, орденом Отечественной войны 2-й степени, орденом Красной Звезды, медалями.